# はぐれ花
「はぐれ花」（はぐればな）は、2017年3月22日に発売された、市川由紀乃の通算27枚目のシングル。

## 解説
オリコンチャートでは自己最高の11位を記録。演歌・歌謡シングルチャートでは6作品連続で1位を獲得した。

## 収録曲
1. はぐれ花 (04:55)
作詞：麻こよみ／作曲：徳久広司／編曲：丸山雅仁
2. 情小路のなさけ雨 (04:14)
作詞：喜多條忠／作曲：山下俊輔／編曲：いちむじん
3. はぐれ花（オリジナルカラオケ） (04:55)
4. はぐれ花（一般用カラオケ半音下げ） (04:55)
5. あなたの港（オリジナルカラオケ） (04:12)